# BOSS DS-1
BOSS DS-1 e основният изкривяващ педал произведен от Roland Corporation под името BOSS.
Педалът има 3 малки бутона: 1. тон, 2. ниво, 3. изкривяване; възпроизвежда тежък и груб, наситен звук.
Използван е в песни като “Smells Like Teen Spirit".
DS-1 обикновено се използва от музиканти свирещи на електрически китари, но са възможни и случаи от ползването му и от басисти.